# Pseudostilpnaspis
Pseudostilpnaspis is een geslacht van kevers uit de familie bladkevers (Chrysomelidae).
De wetenschappelijke naam van het geslacht werd in 2000 gepubliceerd door Borowiec.

## Soorten
- Pseudostilpnaspis belizensis Borowiec, 2008
- Pseudostilpnaspis columbica (Weise, 1910)
- Pseudostilpnaspis columbica (Weise, 1910)
- Pseudostilpnaspis costaricana Borowiec, 2000
- Pseudostilpnaspis costaricana Borowiec, 2000
- Pseudostilpnaspis muzoensis Borowiec, 2000
- Pseudostilpnaspis muzoensis Borowiec, 2000